# Centre de conférence de l'Église de Jésus-Christ des saints des derniers jours
Le centre de conférence de l'Église de Jésus-Christ des saints des derniers jours est situé à Temple Square à proximité du Tabernacle et du Temple de Salt Lake City, en Utah. Il est utilisé notamment pour la conférence générale semi-annuelle de l'Église de Jésus-Christ des saints des derniers jours.
En plus de la salle de conférence de 21 000 sièges, il comporte un auditorium permettant la production d'œuvres culturelles.

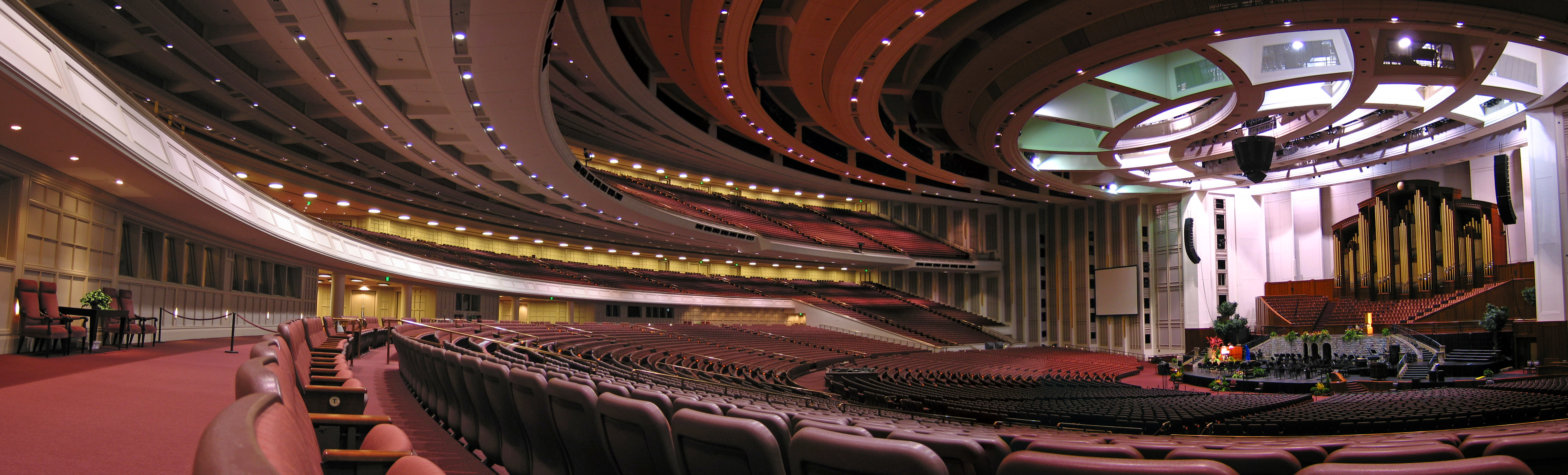
Vue panoramique du centre de conférence de l'Église de Jésus-Christ des saints des derniers jours, à Salt Lake City, en Utah

## Galerie

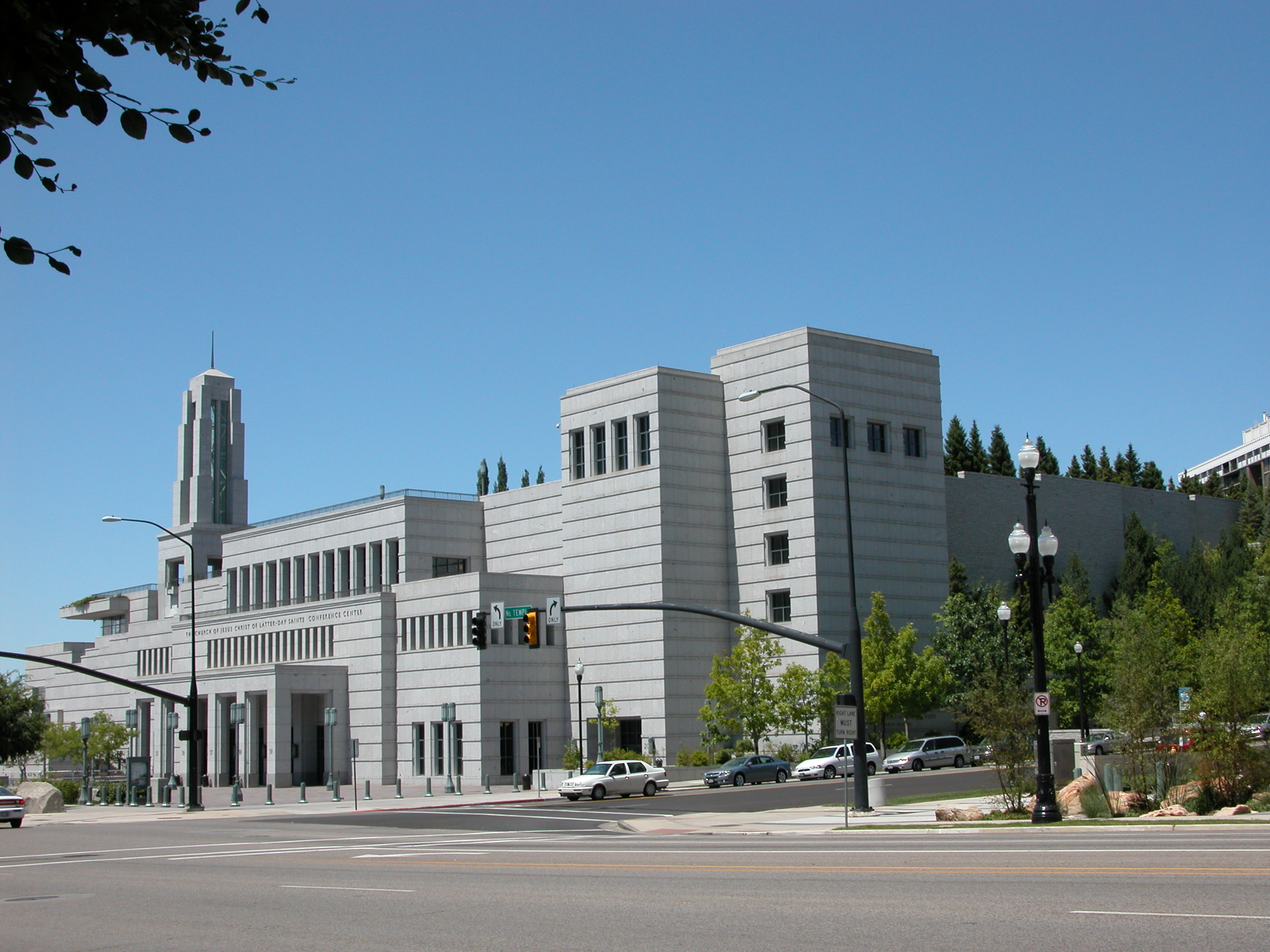
Vue extérieure
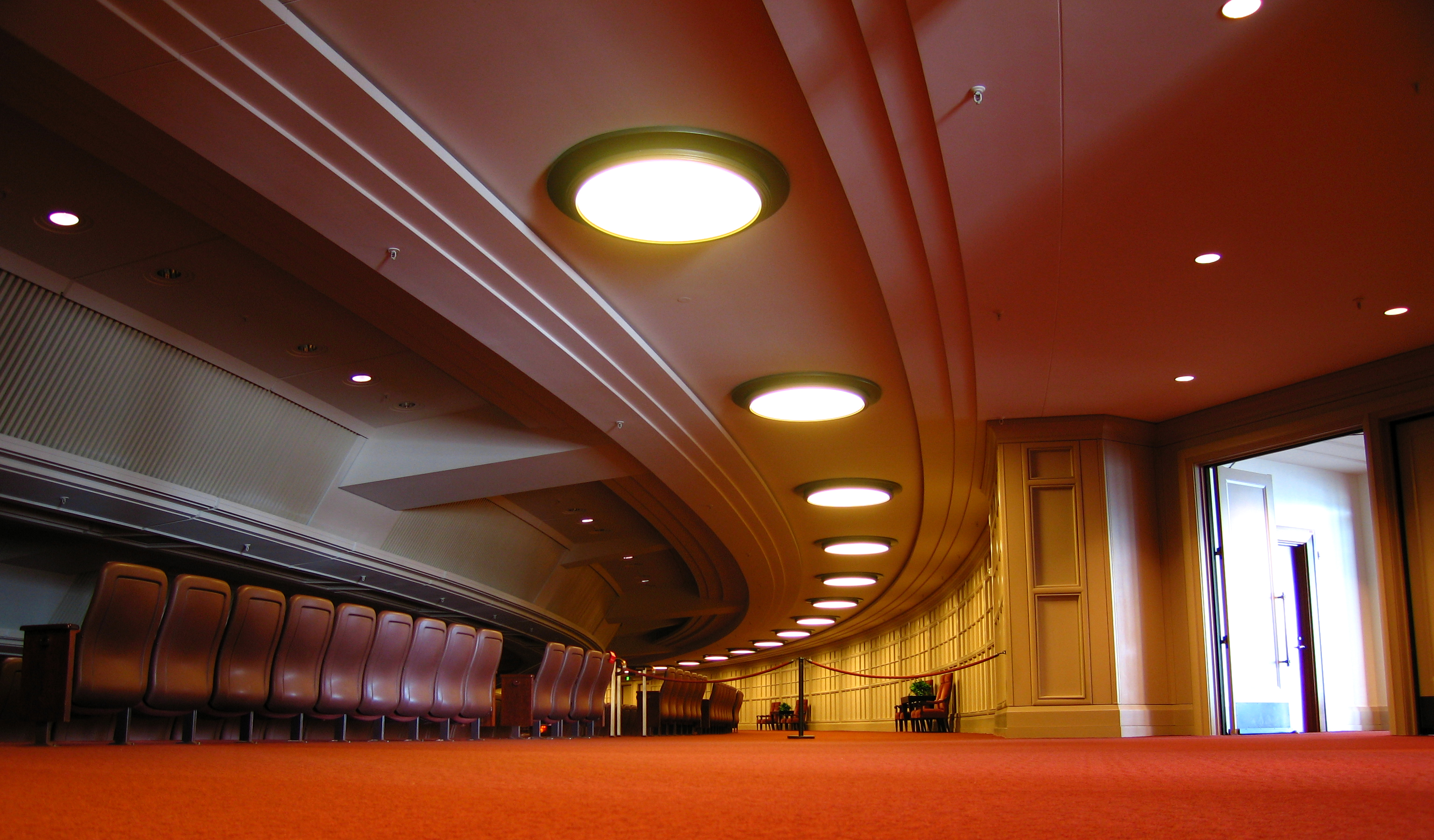
Les balcons
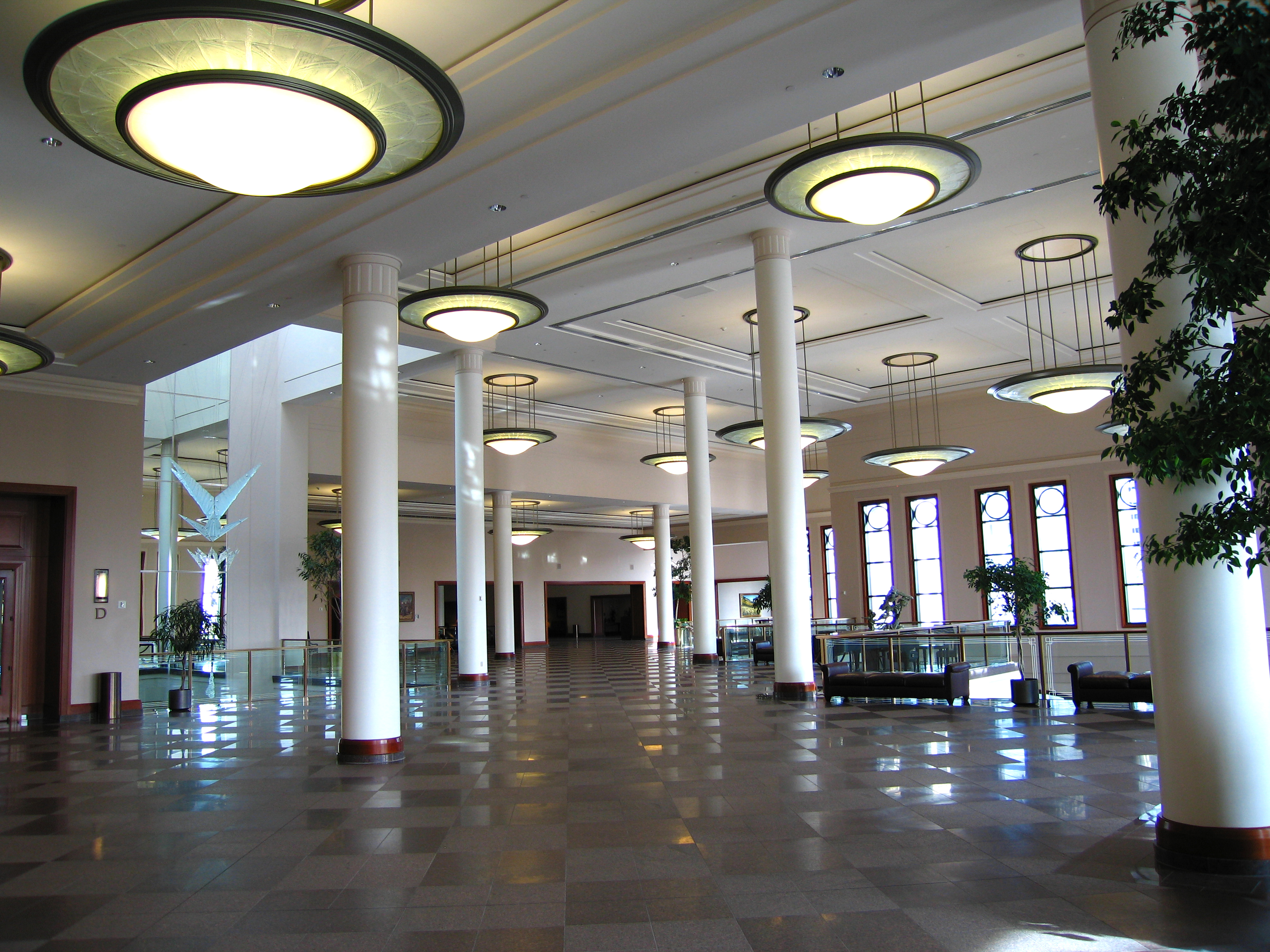
Rez-de-chaussée
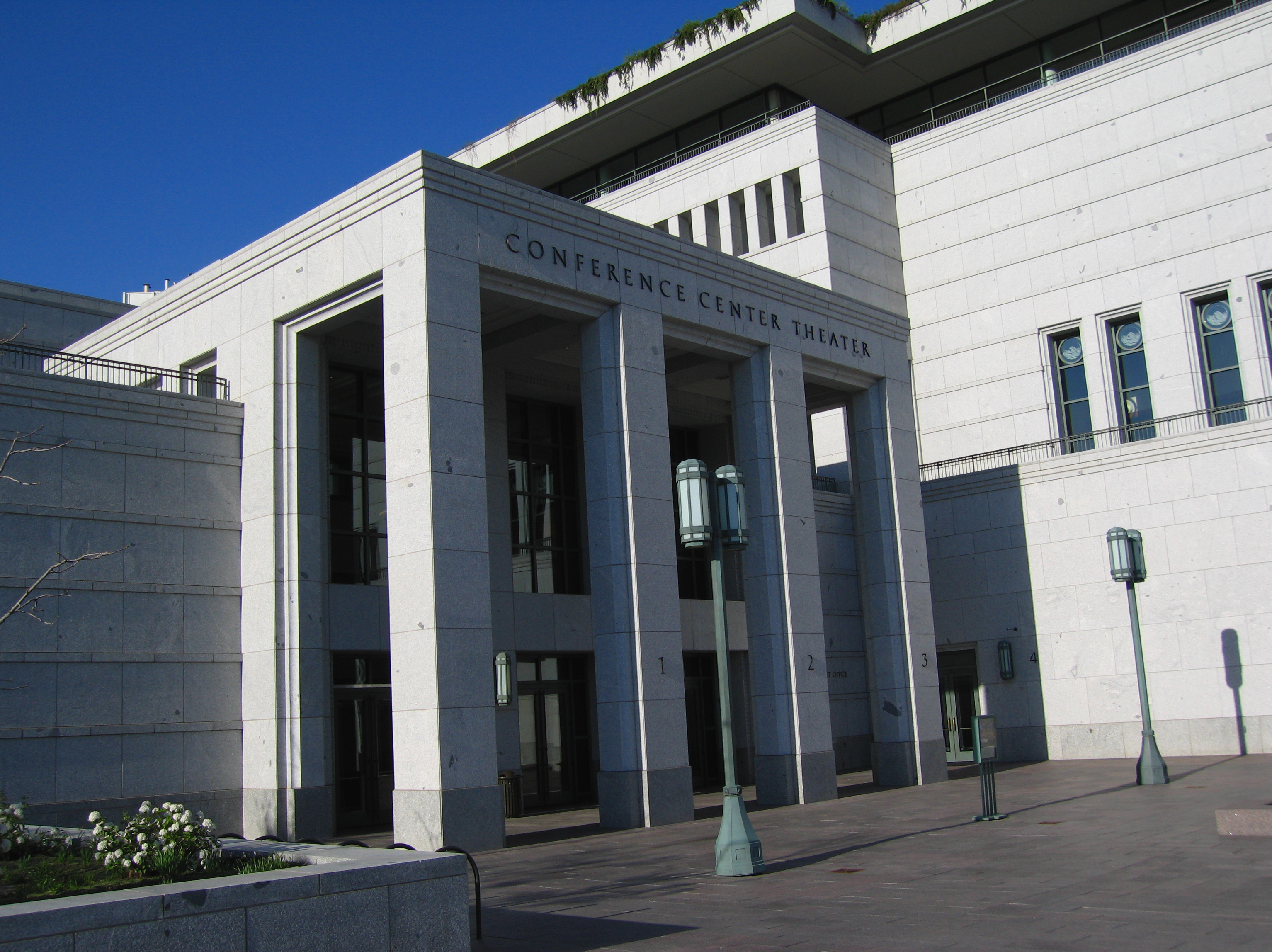
Le théâtre
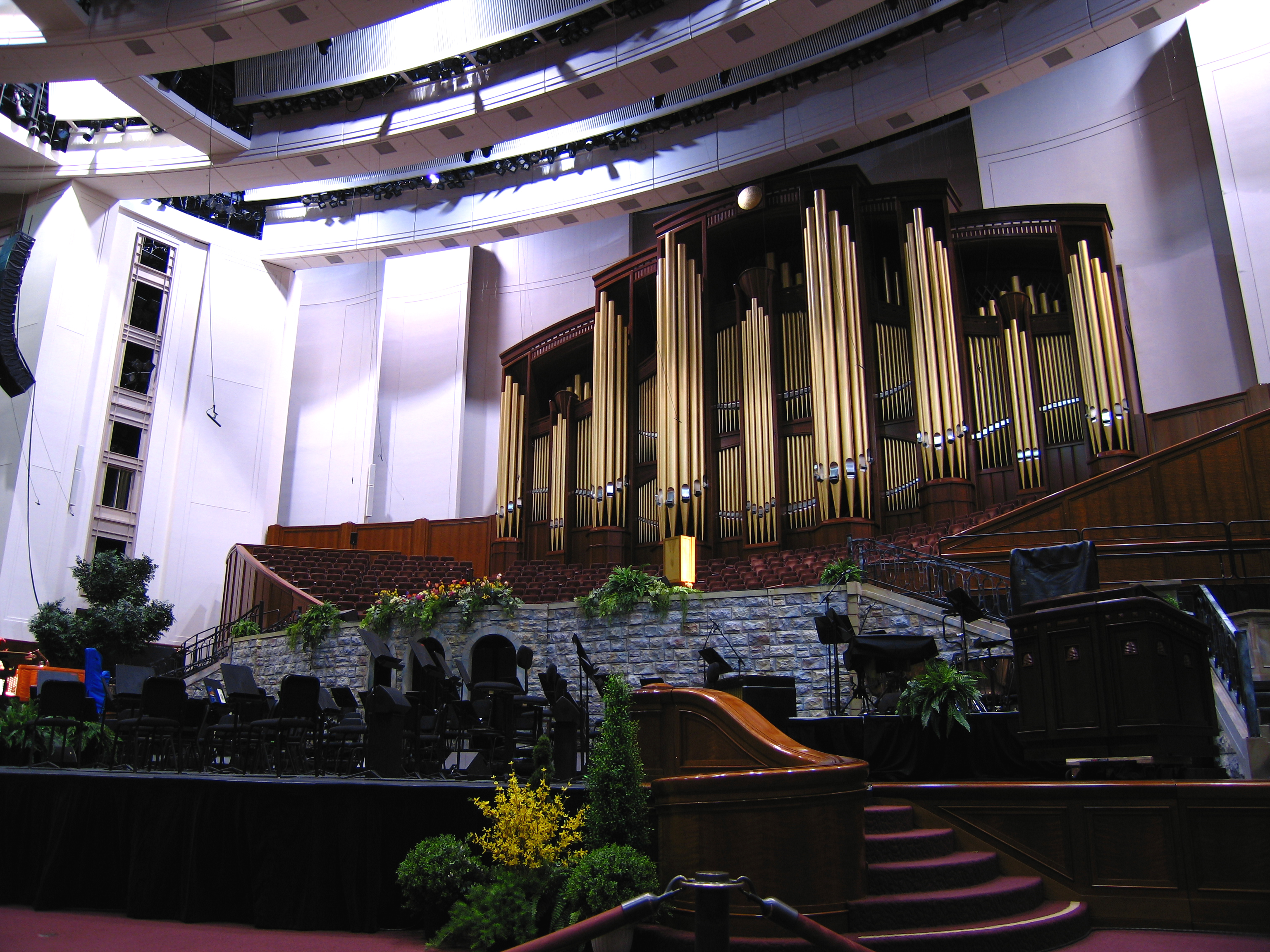
L'auditorium